# نوبویوشی آراکی
نوبویوشی آراکی (۲۵ مه ۱۹۴۰ - توکیو) عکاس ژاپنی است. او که عمدتاً در توکیو سکونت دارد، آنچه را در خیابان‌ها می‌بیند، ثبت و مضامین گوناگون شهری را بررسی می‌کند. موضوعات سکس، مرگ و زندگی روزمره سوژه‌هایی است که در بیشتر عکس‌های آراکی به چشم می‌خورد. آراکی در طی فعالیت حرفه‌ای خود بالغ بر ۴۵۰ کتاب عکاسی منتشر کرده‌است. عکس‌های آراکی در نگارخانه‌ها و موزه‌های معتبری در سراسر جهان از جمله موزه هنرهای معاصر سانفرانسیسکو و گالری تیت نگهداری می‌شود.

## زندگی‌نامه
نوبویوشی آراکی در ۲۵ مه ۱۹۴۰ در توکیو به دنیا آمد. بین سالهای ۱۹۵۹ تا ۱۹۶۳ به تحصیل عکاسی و فیلمسازی در دانشگاه چیبا پرداخت. او پس از فارغ‌التحصیلی در مؤسسه تبلیغاتی دنتسو شروع به کار کرد که در همان‌جا با همسر آینده اش آشنا شد.
کتاب «سفر احساساتی» مجموعه عکس‌هایی است که آراکی از همسرش در طی ماه عسل گرفته‌است. در سال ۱۹۹۰ همسر آراکی از دنیا رفت و او مجموعه عکس‌های آخرین روزهای زندگی همسرش را در کتاب «سفر زمستانی» به چاپ رساند.

## کارنامه هنری
آراکی را بدون شک می‌توان به عنوان یکی از بزرگترین و همچنین از بحث‌برانگیزترین عکاسان ژاپنی نام برد. انتشار بیش از۴۵۰ عنوان کتاب در چهار دهه گذشته گواه انرژی پایان ناپذیز و ذهن خلاق اوست. آراکی به جستجوی طیف وسیعی از موضوعات، که مهمترین‌شان عشق به همسرش یوکو است، در شناخته شدنی‌ترین مجموعه اش تحت عنوان «عشق من، یوکو»، پرداخته‌است. آراکی در این مجموعه عکس، یوکو را در موقعیت‌های افشاگرانه به تصویر می‌کشد. او با پرداختن به موضوعاتی مانند سکس و مرگ، تابوهای اجتماعی را به چالش می‌کشد. همین تابوشکنی است که در سطح بین‌المللی او را مورد توجه منتقدین هنری قرار داده‌است.
مشخصه دیگر آثار آراکی این است که او با عکاسی از جزئیات سوژه‌هایی مانند گل، اشیاء بیجان و مواد غذایی از زوایایی خاص، آن‌ها را به شکل اندامهای جنسی به تصویر می‌کشد.
بیورک خواننده و موزیسین ایسلندی یکی از طرفداران آثار آراکی است و به عنوان مدل عکاسی با او در چند پروژه همکاری کرده‌است. آراکی همچنین عکاسی طرح جلد آلبوم موسیقی"تلگرام" بیورک که در سال ۱۹۹۷ به بازار آمد را برعهده داشت.
آراکی عکاسی تبلیغاتی را نیز آزموده‌است. او در سال ۲۰۰۹ برای نشریه "وُگ" ژاپن از خواننده جنجالی پاپ لیدی گاگا، در حالت‌هایی مرسوم به "شیوه بردگی" بایگانی‌شده  در ۲۳ سپتامبر ۲۰۱۳ توسط Wayback Machine که سبک خاص او محسوب می‌شود، عکاسی کرده‌است.
آراکی دربارهٔ تکنیک خود می‌گوید: «آنچه همیشه در کارم اهمیت دارد، رابطه بین من و موضوع است که، نوعی داستان عاشقانه است. دلمشغولی من این نیست که چرا رابطه‌ای آغاز و به کجا ختم می‌شود، مهم‌ترین چیز، رابطه میان ما دو نفر در آن لحظه مشخص است. این دنیا تبدیل به دنیای ما می‌شود.»
در سال ۲۰۰۴ فیلم مستند " آراکیمنتاری" به کارگردانی تراویس کلاز از زندگی و آثار آراکی ساخته شد.
نوبویوشی آراکی در سال ۲۰۰۸ برای تشخیص سرطان پروستات تحت عمل جراحی قرار گرفت که درمانش موفقیت‌آمیز بود.